# Letícia Lima
Letícia Lima (n. 30 aprilie 2001) este o atletă braziliană. A participat la Jocurile Olimpice de Tineret din 2018 în care a câștigat o medalie de bronz.

## Participări
Lista de mai jos prezintă principalele competiții la care a participat Letícia Lima de-a lungul carierei.
- Juegos Olímpicos de la Juventud de Buenos Aires 2018[*][1]